# Tiberi Avidi Quiet
Tiberi Avidi Quiet (llatí: Tiberius Avidius Quietus; † 107) va ser un polític romà dels segles i i ii dC.
Quiet era membre d'una família distingida, rica i molt ben connectada políticament originària de Faventia. Tenia un germà anomenat Gai Avidi Nigrí i dos nebots, Gai Avidi Nigrí i Titus Avidi Quiet. Així mateix, la filla del seu germà era Avídia Plàucia, cunyada de l'emperador Hadrià. Quiet i la seva família estigueren probablement emparentats amb Gai Petroni Ponci Nigrí, cònsol l'any 37, any en què va morir l'emperador Tiberi.
Quiet va ser nomenat governador de Britànnia l'any 97, càrrec que mantingué fins a l'any 100. També va ser Procònsol de la província d'Acaia en dades desconegudes.
Entre les seves amistats destaquen el filòsof Publi Trasea Pet, l'historiador grec Plutarc i el senador romà Plini el jove. Plutarc dedicà el seu tractat Sobre el retard de la divina venjança a Quiet i un opuscle sobre ètica De fraterno amore també a Quiet i al seu germà Nigrí.
El seu fill, Tiberi Avidi Quiet el jove, va ser Cònsol sufecte l'any 111, Procònsol d'Àsia i Procònsol d'Àfrica el 125 o el 126.